# Serskamp
Serskamp is een dorp in de Belgische provincie Oost-Vlaanderen in de Denderstreek en een deelgemeente van Wichelen. Het was een zelfstandige gemeente tot aan de gemeentelijke herindeling van 1977. Het ligt in het centrum van de boom- en rozenstreek naast Wetteren.

## Naam
Volgens Gysseling is de naam afkomstig van ceresiae campus (kersenveld) en herinnert aan ooftbouw door Romeinse militairen in de 3e - 4e eeuw.

## Geschiedenis
Het Klooster van Tussenbeke werd in 1151 gesticht en werd in 1783 opgeheven.

## Demografische ontwikkeling
- Bronnen:NIS, Opm:1831 tot en met 1970=volkstellingen; 1976 = inwoneraantal op 31 december

## Bezienswaardigheden
- De Sint-Denijskerk, een driehoekige gotische kerk, gebouwd in 1856.

## Natuur en landschap
Serskamp ligt op zandige en zandlemige bodem. De hoogte bedraagt 10-26 meter. Door Serskamp loopt de Molenbeek die een beetje verder nabij Wichelen in de Schelde uitmondt. In de gemeente liggen de Serskampse bossen die beheerd worden door Natuurpunt en het Agentschap voor Natuur en Bos.

## Verkeer
Serskamp heeft een NMBS-station aan de spoorlijn Gent-Aalst. Ook rijdt er een bus van Vlaamse Vervoermaatschappij "De Lijn".

## Sport
In Serskamp speelt de voetbalclub KVV Schelde Serskamp-Schellebelle. Er zijn mooie wandel- en fietsroutes doorheen de Serskampse bossen die zich uitstreken tot grote delen van Serskamp, Smetlede, lede en zelfs Wetteren.

## Nabijgelegen kernen
Wetteren, Smetlede, Wanzele, Bruinbeke, Schellebelle